# Gymnothorax maderensis
La morena verde o papudo de hondura (Gymnothorax maderensis) es una especie de pez anguiliforme de la familia Muraenidae. No se reconocen subespecies.

## Morfología
Los machos pueden llegar a alcanzar los 100 cm de longitud total.

## Distribución
Se encuentra en el Atlántico oriental (Madeira y Benín) y en el Atlántico occidental (Bermuda, las Indias Occidentales y Carolina del Norte, Estados Unidos).